# Атлас износа
Атлас износа (англ. wear atlas) — изображение частиц износа, по характерным особенностям которого определяют вид изнашивания трущихся деталей.

## Описание
Атлас износа необходим для определения видов изнашивания материалов при использовании методов трибодиагностики.
Важнейшей составляющей контроля состояния агрегата, позволяющей составить атлас износа, является спектральный анализ рабочего масла, так как масло омывает все наиболее важные детали и узлы. В случае начала аварийного изнашивания в омываемой маслом трущейся паре характерные частицы износа в масляной системе могут сигнализировать о начале процессов разрушения.
В основном при спектральном анализе масляных проб используются рентгеноспектральные и оптические эмиссионные анализаторы содержания металлов в масле. Частицы нормального изнашивания представляют собой чешуйки диаметром до нескольких микрометров и толщиной менее микрона. Они полностью сгорают в эмиссионном спектрометре и не привносят погрешности при прохождении рентгеновского излучения. Эмиссионное оборудование позволяет эффективно сжигать частицы размером до 10 мкм.
Однако более важно обнаружить частицы другого класса: аномального износа, разрушения. К частицам аномального износа можно отнести частицы усталостного выкрашивания, задира, микрорезания. Эти частицы имеют различную физическую природу своего появления и сигнализируют о процессах, представляющих различную опасность, но с точки зрения контроля важно одно их общее свойство — значительный размер, на порядок превосходящий частицы нормального изнашивания.
Одним из методов, наиболее эффективно решающих проблему контроля крупных частиц разрушения, является использование оптических счётчиков частиц, в частности, лазерного счётчика частиц LNF-C. Устройство пробоподачи, работающее по принципу перистальтического насоса, подаёт рабочее масло в зону контроля. Масло проходит через прозрачную ячейку, при этом производится периодическое сканирование пульсирующим лазером, что позволяет зафиксировать средний размер частиц примесей. Общая картина, получаемая при прохождении через пробу когерентного излучения, фиксируется CDD-камерой. Анализатор фиксирует и подсчитывает все частицы более 4 мкм. Если размер частицы превышает 20 мкм, она автоматически классифицируется по следующим категориям:
— микрорезание;
— задир;
— усталостное выкрашивание;
— неметаллические волокна.